# Писатель одной книги

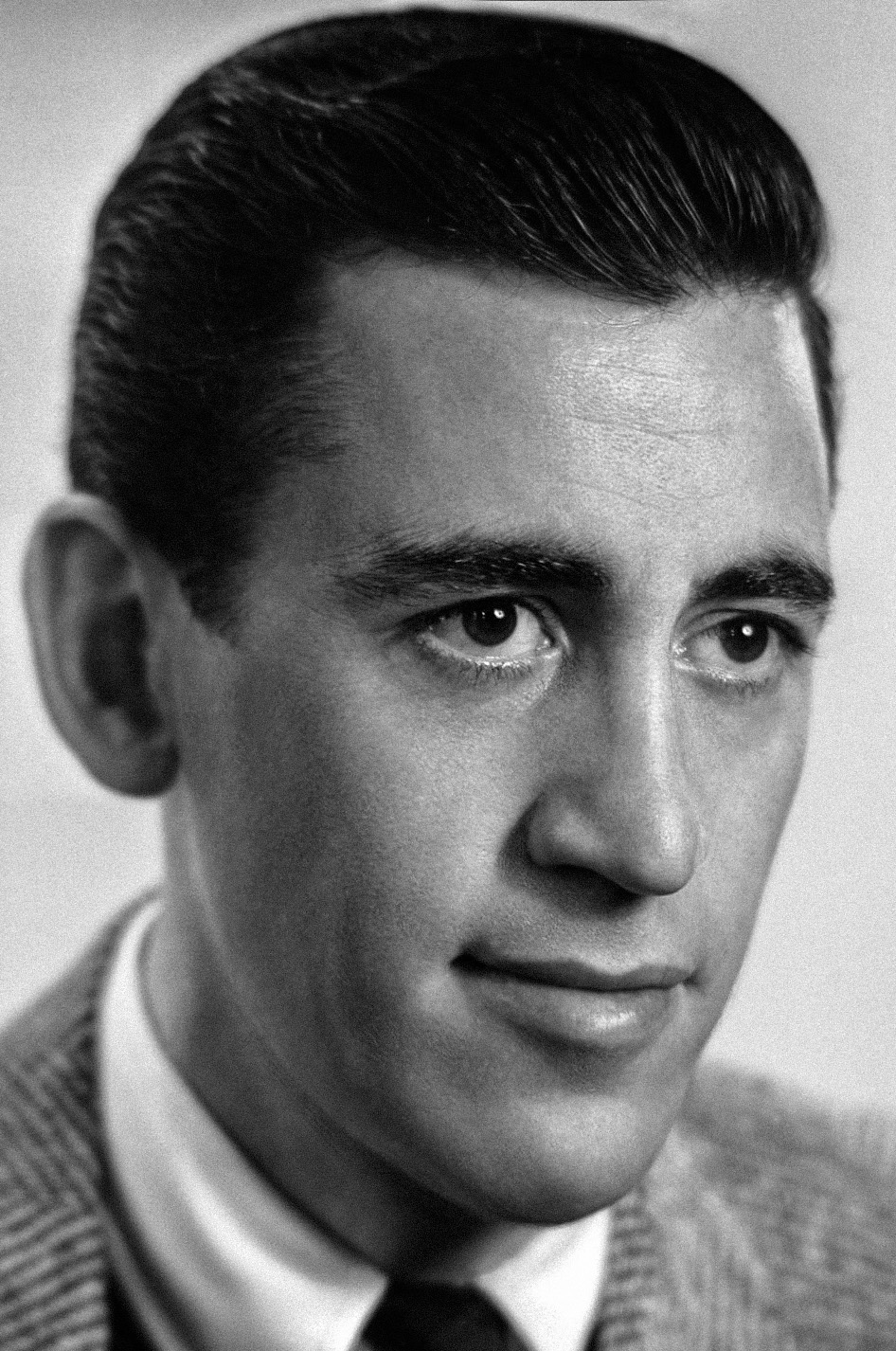
Дж. Д. Сэлинджер — пример того, как репутация писателя одной книги закрепляется за автором многочисленных произведений

Писа́тель одно́й кни́ги — писатель, из всего литературного наследия которого известность получило одно произведение, в тени которого остаётся всё остальное творчество.

## Основа
Понятие о писателе одной книги как об авторе ряда произведений, из которых лишь одно получило широкое признание, не следует смешивать с авторством одной книги как фактическим положением дел (писатель не написал других): такие случаи также известны в истории литературы (например, Харпер Ли с романом «Убить пересмешника» или Маргарет Митчелл, которая написала только «Унесённые ветром», если не считать написанной в подростковом возрасте повести «Lost Laysen», изданной только через полвека после её смерти).
Наиболее часто писателем одной книги в русской литературно-критической традиции называют Александра Грибоедова с комедией «Горе от ума» (помимо неё, Грибоедов написал ещё несколько пьес, часто в соавторстве, и стихотворений, но с художественным уровнем «Горя от ума» они в сравнение не идут).
Л. Е. Пинский характеризует как писателя одной книги Эразма Роттердамского с его «Похвалой глупости», Б. А. Гиленсон — Джерома Д. Сэлинджера с «Над пропастью во ржи», А. Д. Михайлов — Эдмона Ростана с пьесой «Сирано де Бержерак»; Ростану принадлежит также ряд достаточно известных пьес — «Принцесса Грёза», «Орлёнок», «Шантеклер». Эдуард Лимонов даже называет автором одной книги — романа «Лолита» — Владимира Набокова, полемически заявляя, что предыдущие девять книг Набокова — «обычные эмигрантские романы».
Нередко репутация писателя одной книги закрепляется за автором многочисленных произведений для взрослого читателя, добившимся исключительного успеха в детской литературе: в частности, речь может идти о Лазаре Лагине (в связи с повестью-сказкой «Старик Хоттабыч»), Алане Милне (авторе Винни-Пуха) и Петре Ершове (создателе «Конька-Горбунка»), а также об Андрее Некрасове («Приключения капитана Врунгеля») и Рувиме Фраермане («Дикая собака Динго…»), Алексее Свирском («Рыжик»).
За пределами художественной литературы автором одной книги называют, например, таких учёных, как Эвклид («Начала») и Леонтий Магницкий («Арифметика»).

## Оценки
В современной критике понятие «писатель одной книги» иногда переосмысляют, применяя к молодому или начинающему автору, у которого хватает личного опыта и творческой энергии только на одну книгу, основанную на собственных переживаниях, — независимо от того, последовали ли за этой книгой другие: по словам критика Юлии Качалкиной,

Человек на пороге совершеннолетия пишет отчёт о своей молодой жизни (наркотики, взросление, первый сексуальный опыт) и на этом останавливается. Такая книга интересна как человеческий документ, и она публикуется огромными тиражами. Люди старшего поколения используют её, как, извините, ведьмы используют кровь девственниц для омоложения, ещё раз переживают, казалось бы, навсегда ушедшие эмоции. Бенжамин Леберт написал свой первый (и единственный) роман в 16 лет, Анн-Софи Брасм — в 17 лет, наша Ирина Денежкина — в 18 лет. Все они затрагивают специфические молодёжные темы, то есть пишут о себе.

В близком значении использовал выражение «писатель одной книги» А. Л. Бём, отмечая, что после выхода первой книги поэта Николая Гронского он

боялся, что Н. Гронский — писатель одной книги. Думал, что «Белладонна» и является такой единственной пьесой, в которой вся поэтическая сила поэта себя исчерпала. К счастью (хотя и писатели одной книги часто имеют в общем ходе литературного развития очень большое значение, вспомним хотя бы Грибоедова и его «Горе от ума») мои опасения не подтвердились.

Некоторые другие критики также считали необходимым защищать автора от незаслуженной репутации писателя одной книги — как это, в частности, делает Е. Вайнер, обращая внимание на то, что Дж. Д. Сэлинджер написал далеко не только «Над пропастью во ржи».
Нередко писателями одной книги становятся люди, пережившие во́йны и изложившие свои воспоминания в виде художественных произведений — например, партизанский командир П. П. Вершигора как писатель получил известность прежде всего своим произведением «Люди с чистой совестью», а участник русско-японской войны Алексей Новиков-Прибой — романом-эпопеей «Цусима».